# La Science en action
La Science en action (titre original anglais : Science in Action: How to Follow Scientists and Engineers through Society) est un ouvrage du sociologue français Bruno Latour paru en anglais en 1987 et traduit en français en 1989 aux éditions La Découverte.

## Contenu
Dans cette contribution à la sociologie des sciences, Bruno Latour expose notamment une règle méthodologique selon laquelle la science et la technique doivent être étudiés au moment où elles sont en train de se faire et non quand elles sont déjà faites. Selon Latour, « la science a deux visages : l'un sait, l'autre pas encore ». C'est dans le cadre de cette réflexion que Latour reprend le concept de « boîte noire », et désignant ici métaphoriquement un ensemble d'opérations ou de connaissances complexes dont on a rien besoin de connaître d'autre que ce qui y entre et ce qui en sort. Par exemple, le processeur d'un ordinateur est une boîte noire car la complexité interne du dispositif n'a pas à être connue de l'usager et n'est pas remis en question. Même idée en ce qui concerne les faits : comme par exemple « la molécule d'ADN a la forme d'une double hélice ». Une boîte noire peut désigner des « faits durs », des « machines hautement sophistiquées », des « théories puissantes », ou encore des « preuves indiscutables ».
Pour Latour, le sociologue des sciences doit rouvrir les boîtes noires : c'est-à-dire analyser comment les scientifiques s'y sont pris pour établir un fait, et/ou comment les scientifiques s'y sont pris pour réfuter un fait.
Le livre se structure autour de règles de méthodes et de principes qui font chacun l'objet d'un chapitre. Dans chaque chapitre, plusieurs exemples sont mobilisés pour expliquer et justifier ces règles et principes : tel que le cas du débat sur la génération spontanée qui opposa Louis Pasteur et Félix Poucher.

### Les règles de méthodes & les principes
Les sept règles de méthodes :
- Règle n°1. « Nous étudions la science en action et non la science faite : soit que nous arrivions avant que les faits ou les machines soient transformés en boîtes noires, soit que nous suivions les controverses qui permettent de les rouvrir »[8].
- Règle n°2. « Pour déterminer l'objectivité ou la subjectivité d'un énoncé, l'efficacité ou l'inefficacité d'un procédé, nous ne cherchons pas ses qualités intrinsèques mais nous reconstituons l'ensemble des transformations qu'il subit plus tard entre les mains des autres »[8].
- Règle n°3. « Comme le règlement d'une controverse est la cause d'une représentation stable de la nature, et non sa conséquence, nous ne pouvons jamais utiliser la conséquence, l'état de la nature, pour expliquer comment et pourquoi une controverse a été close »[8].
- Règle n°4. « Comme le règlement d'une controverse est la cause de la stabilité de la société, nous ne pouvons utiliser l'état de la société pour expliquer comment et pourquoi une controverse a été résolue. L'état de la nature et l'état de la société sont deux conséquences symétriques de l'action des chercheurs pour enrôler humains et non-humains »[9].
- Règle n°5. « Nous devons faire preuve d'autant dindécision que les différents acteurs que nous suivons sur la composition exacte des technosciences; chaque fois qu'ils construisent un partage intérieur/extérieur, nous devons étudier simultanément les deux côtés et faire la liste, aussi longue et hétérogène soit-elle, de ceux qui effectuent le travail »[10].
- Règle n°6. « Confrontés à l'accusation d'irrationalité, nous ne chercherons ni à savoir quelle règle de logique a été brisée, ni quelle structure de la société peut expliquer cette distorsion, mais nous étudierons l'angle et la direction du déplacement de l'observateur et la longueur du réseau qui se construit ainsi »[10].
- Règle n°7. « Avant d'attribuer une qualité particulière à l'esprit ou à la méthode scientifique, nous examinerons d'abord les nombreuses façons dont les inscriptions sont regroupées, combinées, liées entre elles et renvoyées. C'est seulement si quelque chose reste inexpliqué une fois que nous aurons étudier les réseaux longs que nous pourrons commencer à parler de facteur cognitifs »[10].

Les six principes :
- Premier principe. « Le sort des faits et des machines est entre les mains de longues chaînes d'acteurs qui les transforment; leurs qualités sont donc la conséquence, et non la cause, de cette action collective »[11].
- Deuxième principe. « Les chercheurs et les ingénieurs parlent au nom des nouveaux alliés qu'ils ont forgés et recrutés; porte-parole parmi d'autres porte-parole, ils ajoutent ces ressources inattendues pour faire pencher la balance des forces en leur faveur »[11].
- Troisième principe. « Nous ne sommes jamais confrontés à la science, mais à une gamme d'associations plus ou moins fortes ou faibles d'humains et de non-humains; aussi, comprendre ce que sont les faits et les machines c'est comprendre qui sont les humains »[11].
- Quatrième principe. « Plus le contenu de la science et de la technologie est ésotérique, plus elles s'étendent loin à l'extérieur; ainsi, ce que l'on désigne par "science et technologie" n'est qu'un sous-ensemble des technosciences »[11].
- Cinquième principe. « L'irrationalité est une accusation qui est toujours portée par celui qui construit un réseau contre quelqu'un qui se dresse sur son chemin; ainsi, il n'existe pas de grand partage entre esprits, mais seulement des réseaux plus longs ou plus courts que d'autres; les faits durs ne sont pas la règle mais l’exception, étant donné qu'ils ne sont nécessaire que dans un très petit nombre de cas pour détourner les autres de leur chemin »[12].
- Sixième principe. « L'histoire des technosciences est en grande partie l'histoire des ressources rassemblées le long de réseaux pour accélérer l'inscription, la mobilité, la fiabilité, la capacité de combinaison et la cohésion des traces qui rendent possible l'action à distance »[13].

## Table des matières
Présentation de la table des matières de l'édition française de 2005.
- Préface
- Introduction : Ouvrir la boîte noire de Pandore
  - Section 1. La recherche d'une voie d'accès
  - Section 2. Quand assez n'est jamais assez
  - Section 3. Notre première règle de méthode
- Partie I : D'une rhétorique plus faible à une rhétorique plus forte
  - Chapitre 1. La littérature scientifique
    - A. Controverse
      - Section 1. Modalités positives et négatives
      - Section 2. Le destin collectif de la fabrication d'un fait

    - B. C'est l'intensité des controverses qui force la littérature à devenir technique
      - Section 1. Faire appel aux amis
      - Section 2. Se référer aux textes qui précèdent
      - Section 3. Être cité par les articles qui suivent

    - C. Écrire des textes qui résistent aux assauts d'un environnement hostile
      - Section 1. Les articles se fortifient
      - Section 2. Tactiques pour positionner les arguments
      - Section 3. La deuxième règle de méthode

    - Conclusion : des nombres, encore plus de nombres

  - Chapitre 2. Les laboratoires
    - A. Des textes aux choses : une épreuve de force
      - Section 1. Inscriptions
      - Section 2. Porte-parole
      - Section 3. Épreuves de force

    - B. Construire des anti-laboratoires
      - Section 1. Emprunter des boîtes un peu plus noires
      - Section 2. Pousser les acteurs à trahir leurs représentants
      - Section 3. Se forger de nouveaux alliés
      - Section 4. Laboratoires contre laboratoires

    - C. L'appel à la nature
      - Section 1. "Natur mit uns"
      - Section 2. Le double langage de Janus bifrons
      - Section 3. La troisième règle de méthode
- Partie II : De points faibles en places fortes
  - Chapitre 3. Les machines
    - Introduction : Le dilemme du constructeur de faits
    - A. Traduire les intérêts des autres
      - Section 1. Traduction 1: Je veux ce que vous voulez
      - Section 2. Traduction 2: Ce que je veux, pourquoi ne le voulez-vous pas?
      - Section 3. Traduction 3: Si vous faisiez ne serait-ce qu'un petit détour...
      - Section 4. Traduction 4: redistribuer les intérêts et les buts
      - Section 5. Traduction 5: se rendre indispensable

    - B. Maintenir alignés les groupes intéressés
      - Section 1. Une chaîne vaut ce que vaut son maillon le plus faible
      - Section 2. S'attacher les faveurs d'alliés inattendus
      - Section 3. Machiner les forces

    - C. Modèle de diffusion et modèle de traduction
      - Section 1. Vis inertia
      - Section 2. Associations plus faibles et plus fortes
      - Section 3. La quatrième règle de méthode

  - Chapitre 4. Les professions
    - A. Intéresser les autres aux laboratoires
      - Section 1. Quand tout le monde se passe très bien de chercheurs et d'ingénieurs
      - Section 2. Rendre les laboratoires indispensables
      - Section 3. De quoi sont faites les technosciences?

    - B. Faire le compte des alliés et des ressources
      - Section 1. Compter sur les chercheurs et les ingénieurs
      - Section 2. Ne pas compter seulement sur les chercheurs et les ingénieurs
      - Section 3. La cinquième règle de méthode
- Partie III : De réseaux courts en réseaux longs
  - Chapitre 5. Les tribunaux de la raison
    - A. Éprouver la rationalité
      - Section 1. Peupler le monde d'esprits irrationnels
      - Section 2. Renverser le verdict des jugements pour irrationalité
      - Section 3. Redresser les croyances tordues

    - B. Socio-logique
      - Section 1. Aller contre les affirmations d'autrui
      - Section 2. Qu'est-ce qui est lié à quoi?
      - Section 3. Dresser la carte des associations

    - C. Qui a besoin de fait durs?
      - Section 1. Pourquoi pas des faits "souples"?
      - Section 2. Durcir les faits
      - Section 3. La sixième règle de méthode: juste une question d'échelle...

  - Chapitre 6. Les centres de calcul
    - Prologue. La domestication de la pensée sauvage
    - A. L'action à distance
      - Section 1. Les cycles d'accumulation
      - Section 2. La mobilisation des mondes
      - Section 3. La construction de l'espace et du temps

    - B. Les centres de calcul
      - Section 1. Lier fermement les alliés entre eux
      - Section 2. La matière du formalisme

    - C. Métrologies
      - Section 1. Étendre les réseaux encore un peu plus loin
      - Section 2. Liés par un petit nombre de chaînes métrologiques
      - Section 3. Sur quelques autres paperassiers
- Appendices
  - Section 1. Règles de méthodes
  - Section 2. Principes
- Bibliographie
- Index

## Éditions
- (en) Science in Action: How to Follow Scientists and Engineers through Society, Harvard University Press, 1987.  (ISBN 0-674-79291-2)
- (fr) La Science en action, traduit de l'anglais par Michel Biezunski ; texte révisé par l'auteur, Paris, La Découverte, « Textes à l'appui. Série Anthropologie des sciences et des techniques », 1989.  (ISBN 2-7071-1889-3) ; rééd. Gallimard, « Folio-Essais », 1995.  (ISBN 2-07-073829-9) ; nouvelle éd. sous le titre: La science en action. Introduction à la sociologie des sciences, La Découverte, « La Découverte-poche. Sciences humaines et sociales », 2005.  (ISBN 2-7071-4546-7)